# Tanypus nubifer
Tanypus nubifer är en tvåvingeart som beskrevs av Daniel William Coquillett 1905. Tanypus nubifer ingår i släktet Tanypus och familjen fjädermyggor. Inga underarter finns listade i Catalogue of Life.